# Iatrogénèse systémique
 (avril 2024).
 (avril 2016).
Les événements iatrogènes systémiques sont très majoritaires. Plus de 80 % des événements indésirables sont en effet :
- organisationnels (défaillance du système qu’est l’hôpital) ;
- liés aux matériels utilisés ;
- ou sociétaux : la surconsommation d’antibiotiques (très forte en France, par exemple par comparaison aux pays nordiques) renforce les résistances des bactéries aux antibiotiques, et ceci que le sujet ait consommé des antibiotiques ou non.

## Quelques chiffres
Une confirmation et des chiffres sont trouvés dans l'étude nationale ENEIS (2005), qui établit à 18,5 % les facteurs individuels, à 24,5 % les facteurs liés aux tâches à accomplir, et à 57 % les facteurs liés à l'environnement, à l'équipe, l'organisation ou au contexte institutionnel.

## Quelques précisions
Le rapport To Err is Human : Building a Safer Health System, Institute of Medicine 1999, conclut que :
« La majorité des erreurs sont davantage liées à des mauvais fonctionnements des systèmes qu’à des mauvaises performances individuelles : même si les causes apparentes sont souvent des erreurs humaines, on impute plus de 80 % des causes profondes des événements indésirables à l’organisation. Les causes latentes (surcharge de travail, problèmes de communication lors des relais de travail, formation insuffisante, insuffisance de règles écrites, insuffisance de diffusion de l’information, état psychologique des acteurs de soins, environnement stressant) jouent un rôle important dans l’émergence des causes immédiates des accidents et dans leur non-récupération. »